# Stanisław Pintal
Stanisław Pintal (ros. Станислав Францевич Пинталь, ur. 1894 w Biłgoraju, zm. 9 grudnia 1937 w Moskwie) – radziecki wojskowy i funkcjonariusz służb specjalnych narodowości polskiej.

## Życiorys
Był synem wyrobnika, od 1904 sam pracował jako wyrobnik, 1910 skończył dwuklasową szkołę w Zwenigródce. W styczniu 1915 został powołany do rosyjskiej armii, brał udział w I wojnie światowej, 1917 uczestniczył w rewolucji lutowej, w czerwcu 1917 wstąpił do SDPRR(b), potem wziął udział w rewolucji październikowej w Piotrogrodzie. W 1918 wstąpił do Armii Czerwonej, uczestniczył w walkach na Froncie Zachodnim, pracował w Komisariacie Polskim Ludowego Komisariatu Narodowości RFSRR, we wrześniu 1919 został pełnomocnikiem Wydziału Politycznego 12 Armii, był komisarzem ds. polskich obwodu zachodniego (późniejszy obwód smoleński). Był szefem Wydziału Specjalnego 16 Armii, brał udział w karnych ekspedycjach, w styczniu 1920 wstąpił do Czeki i został szefem Wydziału Specjalnego 8 Dywizji Piechoty, następnie szefem Wydziału Informacyjnego 16 Armii i Wydziału Specjalnego 18 Dywizji 16 Armii. Od lipca 1921 do lutego 1922 był szefem Sekcji Tajno-Operacyjnej i zastępcą przewodniczącego Czeki Białoruskiej SRR Jana Olskiego, od lutego 1922 zastępcą przewodniczącego, a od stycznia 1923 do maja 1924 przewodniczącym GPU Białoruskiej SRR. Od maja 1924 do stycznia 1929 był szefem Oddziału 4, od 1 stycznia 1929 do 1 czerwca 1930 Oddziału 3, od 1 czerwca do 15 września 1930 ponownie Oddziału 4 Wydziału Specjalnego OGPU ZSRR, a od września 1930 do listopada 1931 pomocnikiem szefa Wydziału Specjalnego OGPU ZSRR. Od listopada 1931 do grudnia 1932 był starszym inspektorem Wydziału Mobilizacyjnego OGPU ZSRR, 1932–1935 studiował w Wojskowej Akademii Obrony Chemicznej Armii Czerwonej (lub Wojskową Akademię Chemiczną Armii Czerwonej), od 4 grudnia 1935 do 13 marca 1936 był pomocnikiem i zastępcą szefa, a od 13 marca 1936 do sierpnia 1937 szefem Zarządu NKWD obwodu południowokazachstańskiego. 7 kwietnia 1936 otrzymał stopień kapitana bezpieczeństwa państwowego. 23 lutego 1928 został odznaczony Orderem Czerwonego Sztandaru; otrzymał również Odznakę "Honorowy Funkcjonariusz Czeki/GPU (V)" (1927).
19 lipca 1937 został aresztowany w Szymkencie, przewieziony do Moskwy, 9 grudnia 1937 skazany przez NKWD ZSRR, Prokuraturę ZSRR i przewodniczącego Wojskowego Kolegium Sądu Najwyższego ZSRR na śmierć pod zarzutem przynależności do Polskiej Organizacji Wojskowej i rozstrzelany. 7 marca 1956 pośmiertnie zrehabilitowany.